# خوان كارلوس كنيلا
خوان كارلوس كنيلا (بالإنجليزية: Jencarlos Canela)‏ من مواليد مدينة المكسيك ميامي ولد في 15 من شهر ماي عام 1988 بطل مسلسل ديابلو المعروف والدي حقق نجاحا كبيرا في المكسيك وإسبانيا رغم حداثة عرضه، خوان الوسيم والمعروف في وسطه بوسامته وقدرته على تمثيل جميع الأدوار كيفما كانت.
ينحدر من عائلة ثرية تختص في بيع وشراء الأجهزة الالكترونية..جميع من في عائلته تنبؤا له بحياة عملية في مجال الإدارة والتسيير إلا أنه اتجه إلى مجال لم يكن أحد يتخيل أن يكون فيه الشاب والوريث الصغير.
كانت له عدة علاقات واخر علاقة له والتي لم تتكلل بالنجاح مع بطلة مسلسل أين أبي، رغم انفصالهما إلا أنه أعلن في قناة مكسيكوسيتي أنها كانت بمثابة حبه الأول ويصعب أن ينساه ولكن لظروف لم يستطع أن ينتهي ذلك الحب بالزواج.

## روابط خارجية
- خوان كارلوس كنيلا على موقع IMDb (الإنجليزية)
- خوان كارلوس كنيلا على موقع روتن توميتوز (الإنجليزية)
- خوان كارلوس كنيلا على موقع ميوزك برينز (الإنجليزية)
- خوان كارلوس كنيلا على موقع أول موفي (الإنجليزية)
- خوان كارلوس كنيلا على موقع أول ميوزيك (الإنجليزية)
- خوان كارلوس كنيلا على موقع أول ميوزيك (الإنجليزية)
- خوان كارلوس كنيلا على موقع ديسكوغز (الإنجليزية)
- خوان كارلوس كنيلا على موقع قاعدة بيانات الفيلم (الإنجليزية)